# 沢間駅
沢間駅（さわまえき）は静岡県榛原郡川根本町千頭字沢間にある、大井川鐵道井川線の駅である。

## 歴史
- 1931年（昭和6年）：寸又川専用軌道（後の千頭森林鉄道）沢間停車場として開業。寸又川専用軌道で運ばれた木材は付近にある川根電力索道奥沢間駅へ運ばれ輸送された。
- 1935年（昭和10年）5月30日：大井川専用軌道（後の中部電力専用鉄道）の開業に伴い沢間停車場と同位置に沢間駅が開業。同時に寸又川専用軌道が乗り入れを開始し、川根電力索道への積み替えを中止。
- 1936年（昭和11年）11月19日：軌間を762mmから1067mmへ改軌。寸又川専用軌道が乗り入れるため、千頭駅 - 当駅間は762mm軌条が残され、三線軌条となる。
- 1939年（昭和14年）：川根電力索道廃止。
- 1959年（昭和34年）8月1日：中部電力専用鉄道が大井川鐵道に引き継がれ、大井川鐵道井川線となる。同時に、旅客営業を開始。
- 1969年（昭和44年）：千頭森林鉄道の廃止に伴い沢間停車場廃止。それに伴い千頭駅 - 当駅間の762mm軌条が撤去される。
- 2018年（平成30年）12月3日：老朽化のため駅舎が解体
- 2019年（平成31年）1月15日：待合所が建設されて使用開始。

## 駅構造

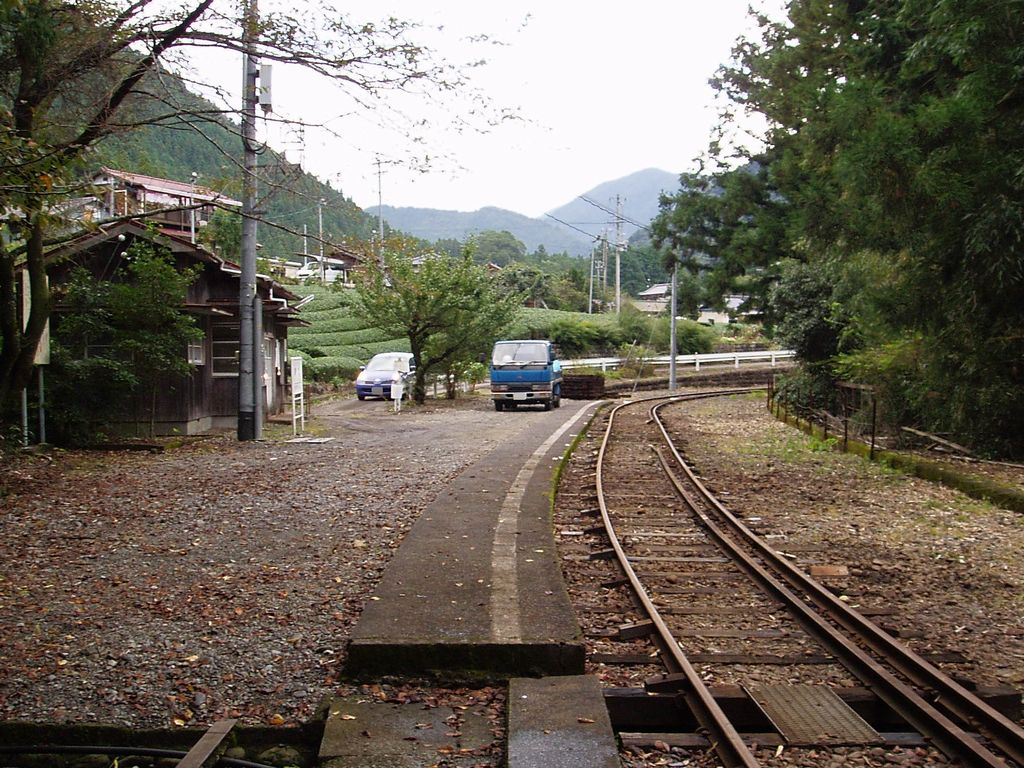
駅構内（2007年10月）

単式1面1線のホームを持つ地上駅。元々は対面式の交換駅であった。昭和44年までは千頭森林鉄道（千頭営林署の森林軌道）が当駅の千頭方で分岐し、駅舎と駅舎側ホームの間を通過して駅進入路を登っていった。その痕跡や遺構は現在も残っている。
2018年（平成30年）12月3日に老朽化のため駅舎が解体され、2019年（平成31年）1月15日からは土本駅や閑蔵駅と同じタイプの待合所が建設されて使用開始している。

## 駅周辺
- 大井川
- 寸又口橋
- 川根電力索道奥沢間駅跡

## 隣の駅
大井川鐵道
■井川線
川根両国駅 - 沢間駅 - 土本駅
千頭森林鉄道
本線
千頭駅 - 沢間停車場 - 閑蔵停車場